# Блашки (гмина)
Блашки (пол. Błaszki) — гмина (волость) в Польше, входит как административная единица в Серадзкий повет, Лодзинское воеводство. Население — 15 201 человек (на 2004 год).

## Соседние гмины
1. Гмина Броншевице
2. Гмина Бжезины
3. Гмина Гощанув
4. Гмина Щытники
5. Гмина Варта
6. Гмина Врублев